# Griechische Luftstreitkräfte
Die griechischen Luftstreitkräfte (griechisch: Πολεμική Αεροπορία Polemiki Aeroporia) sind die zweitstärkste Teilstreitkraft der griechischen Streitkräfte mit 22.000 aktiven Offizieren, Unteroffizieren und Mannschaften. Weitere 34.000 dienen in der Reserve.

## Geschichte

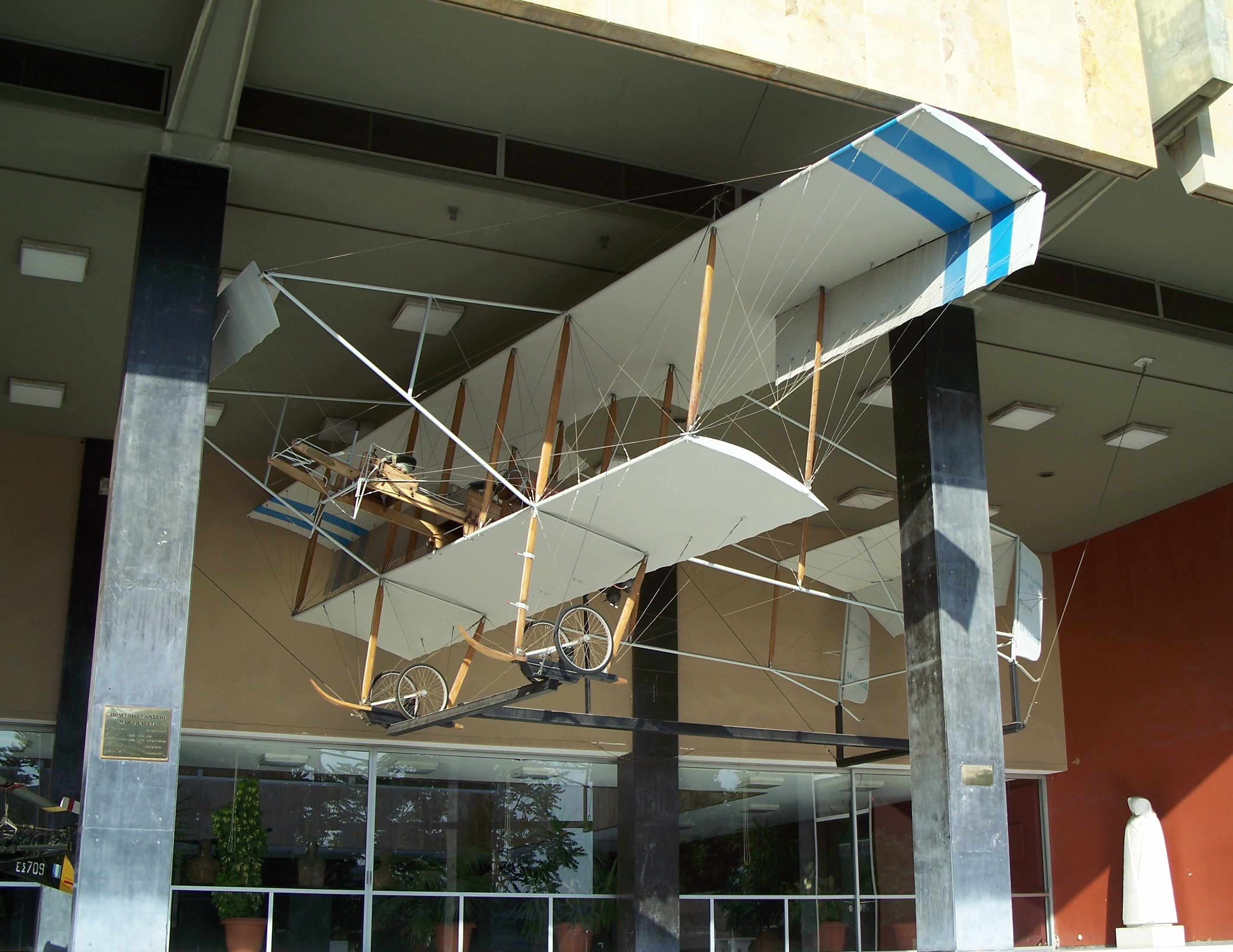
Die Henri Farman war das erste Flugzeug der griechischen Luftstreitkräfte und wurde in den Balkankriegen und im Ersten Weltkrieg eingesetzt

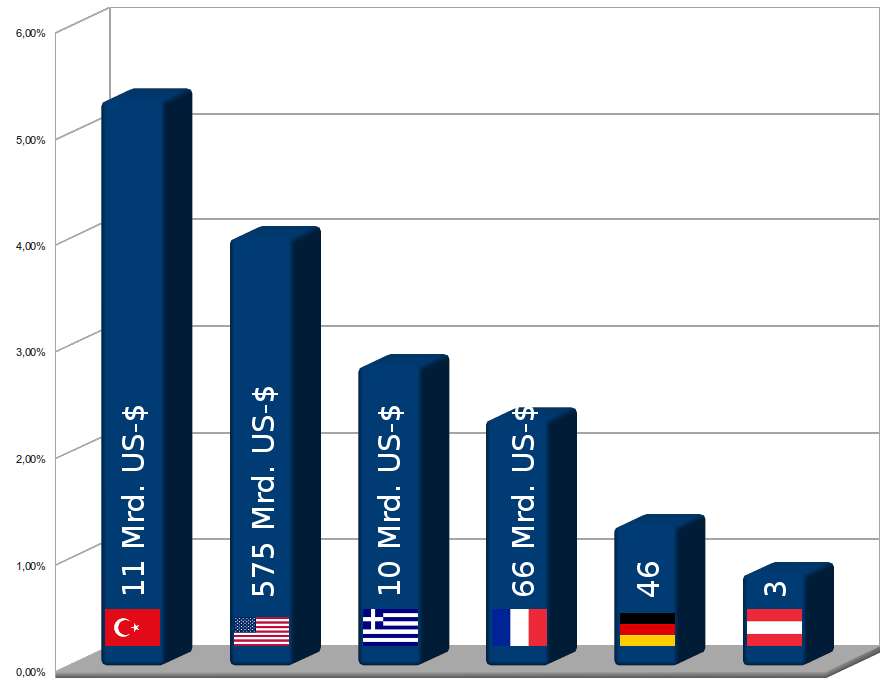
Militärbudget eines Landes in Abhängigkeit vom BIP für das Jahr 2010.

Im Jahr 1911 konsultierte die griechische Regierung französische Spezialisten, um den „Hellenic Aviation Service“ einzurichten. Im Juni 1912 wurde die griechische Marinefliegerei ins Leben gerufen, deren offizielle Verkündung 1914 erfolgte. Im September 1912 erhielt die griechische Armee ihr erstes Flugzeuggeschwader, genannt „Aviators Company“ (Griechisch: „Λόχος Αεροπόρων“). Damit verfügten die beiden klassischen Teilstreitkräfte Heer und Marine nun über jeweils eigene Kampfflugzeuge. Die griechischen Heeres- und Marineflieger waren in folgenden Kriegen eingesetzt:
- Erster Balkankrieg (1912–1913)
- Zweiter Balkankrieg (1913)
- Erster Weltkrieg
- Griechisch-Türkischer Krieg (1919–1922)

1930 wurde das Luftfahrtministerium gegründet, das durch die Zusammenlegung von „Hellenic Army Air Service“ (Heeresflieger) und „Hellenic Naval Air Service“ (Marineflieger) die Luftstreitkräfte als eigenständige dritte Teilstreitkraft etablierte. Im Königreich Griechenland trugen die Luftstreitkräfte zwischen 1935 und 1973 dann die Bezeichnung „Royal Hellenic Air Force“ (RHAF) (Griechisch: Ἑλληνικὴ Βασιλικὴ Ἀεροπορία, Ellinikí Vasilikí Aeroporía). Die griechischen Luftstreitkräfte waren an folgenden Kriegen und Konflikten beteiligt:
- Zweiter Weltkrieg
- Griechischer Bürgerkrieg (1946–1949)
- Koreakrieg (1950–1953)
- Türkische Invasion im Zypernkonflikt (1974)

Griechenland wendete über Jahre einen sehr hohen prozentualen Anteil seines Bruttoinlandsprodukts für Verteidigungszwecke auf, der jeweils knapp unter- bzw. oberhalb des prozentualen Anteils des Gegners Türkei lag. Ursache war die empfundene Bedrohung Griechenlands durch die türkischen Luftstreitkräfte, die häufig den griechischen Luftraum verletzten und dabei sogar griechische Inseln überflogen. Beispielsweise kam es an einem einzigen Tag zu 29 Luftraumverletzungen. Bei einem Abfangversuch im Jahr 2006 verunglückte ein griechischer Pilot.

## Auftrag
Der Auftrag der griechischen Luftstreitkräfte ist primär die Sicherstellung einer günstigen Luftlage, um Staat, Bevölkerung sowie zivile und militärische Einrichtungen zu schützen und zur Handlungsfreiheit für militärische Operationen von Heer und Marine beizutragen. Bereits im Frieden nehmen die Luftstreitkräfte lufthoheitliche Aufgaben wahr. Sie überwachen den Luftraum Griechenlands und halten dafür reaktionsfähige Kampfflugzeugverbände bereit.

## Organisationsstruktur
Die dienstliche Führung der griechischen Luftstreitkräfte obliegt dem Generalstabschef der Luftstreitkräfte mit Hauptquartier in Athen.

### Kommandostruktur der griechischen Luftstreitkräfte
- Generalstab der Nationalen Verteidigung
  - Generalstab der Luftstreitkräfte
    - Chef des Taktischen Kommandos der Luftstreitkräfte (HTAFC)
      - zugleich Commander Combined Air Operations Centre (CAOC) 7

    - Chef des Transport- und Logistikstabes (HAFSC)
    - Chef des Ausbildungsstabes (HATC)

### Verbände der Luftstreitkräfte
Einsatzverbände
- 110. Einsatzgeschwader, in Larisa

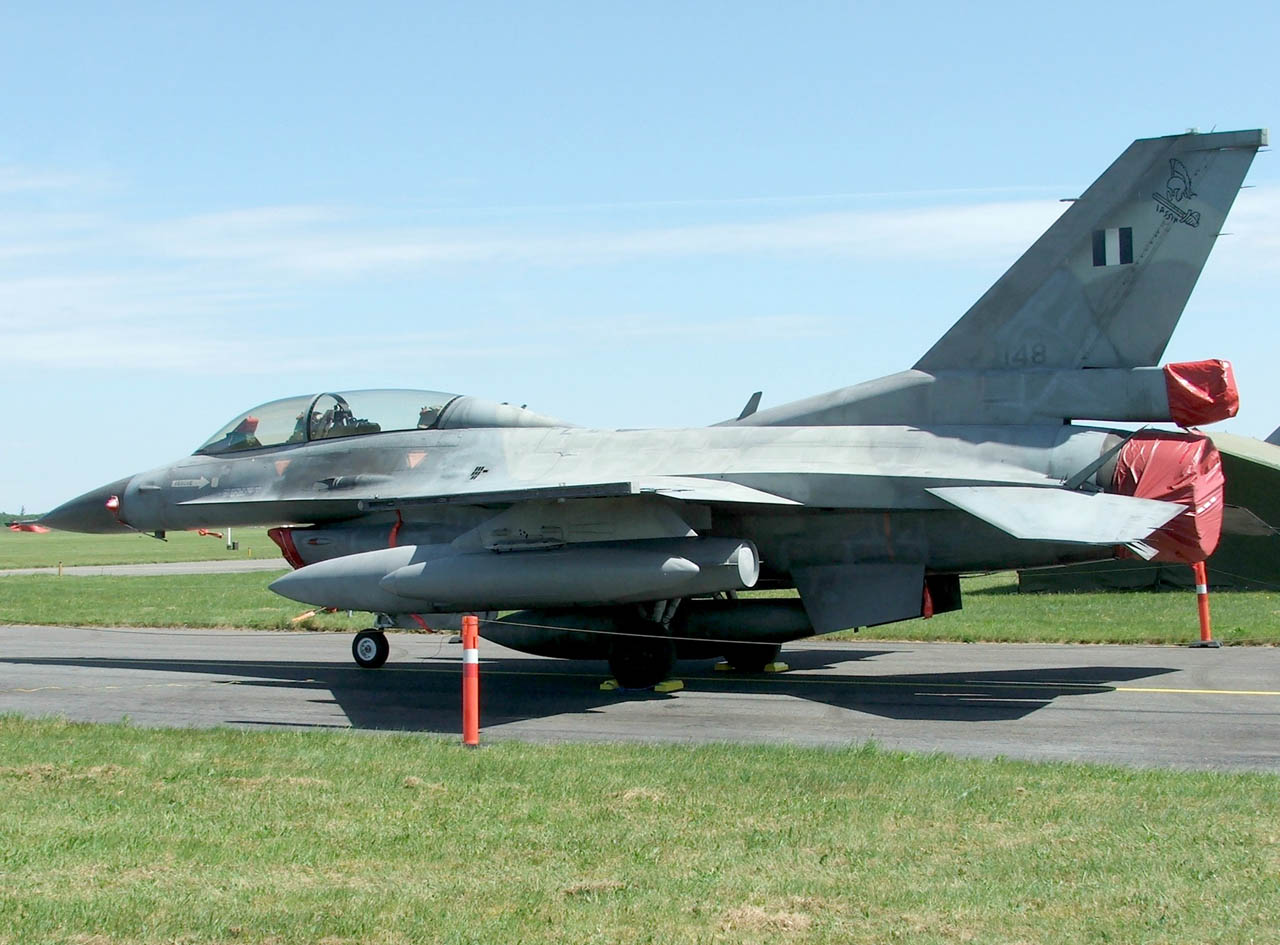
F-16D 2005 in Dänemark

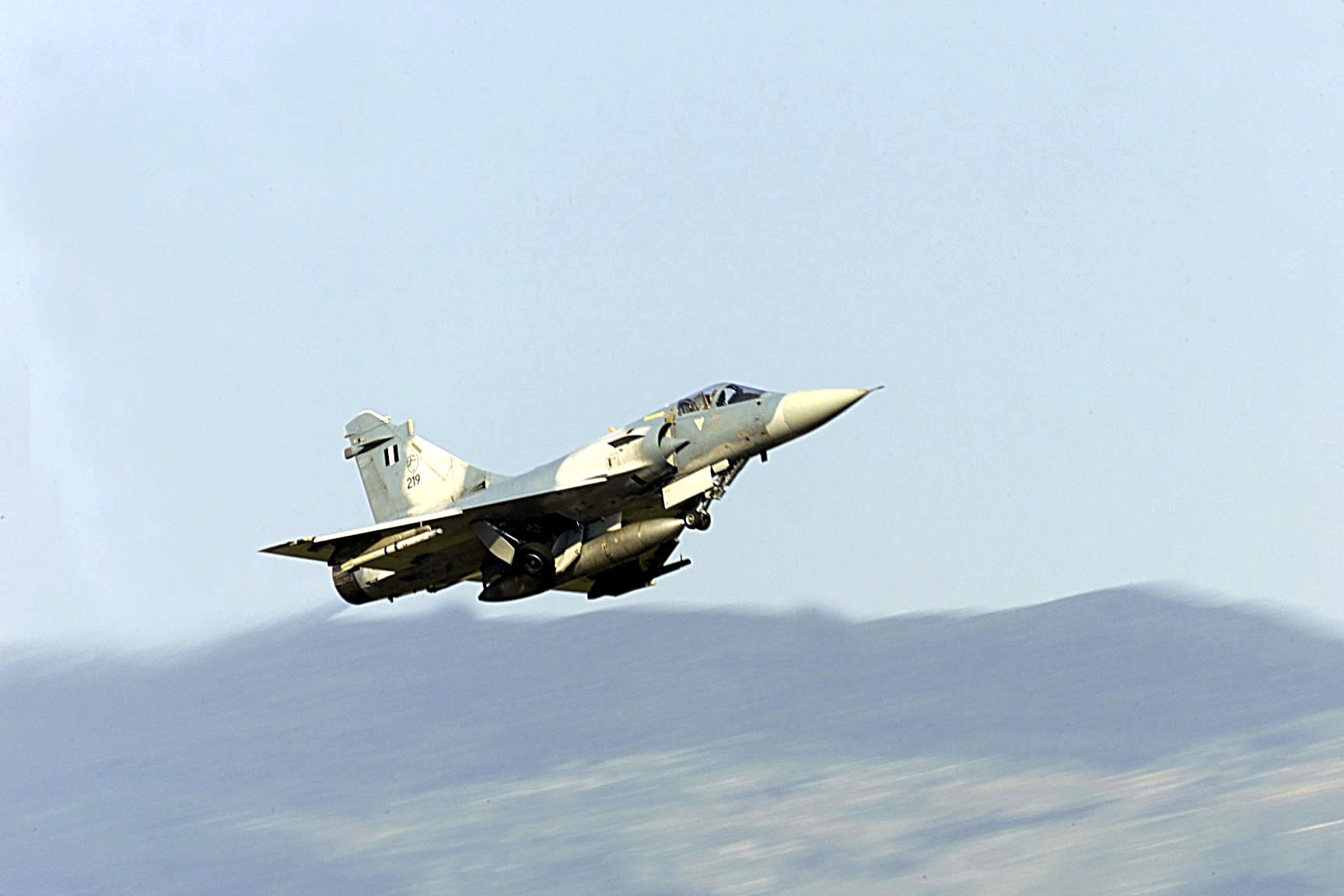
Mirage 2000 der griechischen Luftstreitkräfte

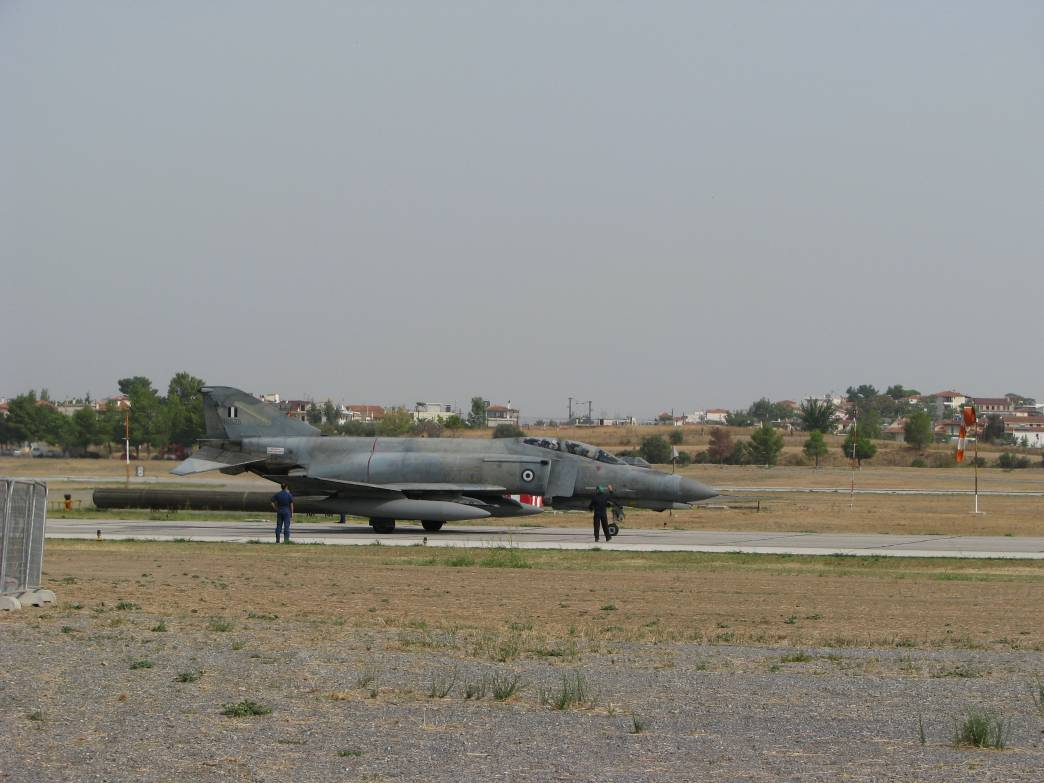
F-4E 2008 in Tanagra

  - 337. Jagdstaffel „Ghost“ – F-16 Fighting Falcon – C/D Block 52+

- 111. Einsatzgeschwader, in Nea Anchialos
  - 330. Jagdstaffel „Thunder“ – F-16 Fighting Falcon – C/D Block 30
  - 341. Jagdstaffel „Ace“ (SEAD – Staffel) – F-16 Fighting Falcon – C/D Block 50
  - 347. Jagdstaffel „Perseus“ – F-16 Fighting Falcon – C/D Block 50

- 114. Einsatzgeschwader, in Tanagra
  - 331. Jagdstaffel „Aegeus“ – Dassault Mirage 2000 – 2000-5 Mk2
  - 332. Jagdstaffel „Falcon“ – Dassault Rafale – F3R

- 115. Einsatzgeschwader, in Souda (Kreta)
  - 340. Jagdstaffel „Fox“ – F-16 Fighting Falcon – C/D Block 52+
  - 343. Jagdstaffel „Star“ – F-16 Fighting Falcon – C/D Block 52+

- 116. Einsatzgeschwader, in Araxos
  - 335. Jagdbomberstaffel „Tigers“ – F-16 Fighting Falcon – C/D Block 52+ Adv.

- 117. Einsatzgeschwader, in Andravida
  - 338. Jagdstaffel „Ares“ – F-4 PI2000 – F-4E Phantom II
  - 339. Jagdstaffel „Ajax“ – F-4 PI2000 – F-4E Phantom II

- 350. Flugabwehrgeschwader, in Thermi
  - 11. Flugabwehrraketenstaffel – S-300P, 9K330 Tor-M1 in Heraklion
  - 21. Flugabwehrraketenstaffel – Patriot PAC-3, in Keratea
  - 22. Flugabwehrraketenstaffel – Patriot PAC-3, in Skyros
  - 23. Flugabwehrraketenstaffel – Patriot PAC-3, in Thermi
  - 24. Flugabwehrraketenstaffel – Patriot PAC-3, in Tymbaki
  - 25. Flugabwehrraketenstaffel – Patriot PAC-3, 9K330 Tor-M1 in Kavala
  - 26. Flugabwehrraketenstaffel – Crotale, Patriot, in Tanagra

- 380. Luftraumüberwachungsstaffel, in Larisa

Unterstützungsverbände
- 112. Einsatzgeschwader (Transport- und Logistikgeschwader), in Elefsina
  - 31. Staffel Sonderoperationen „Achilleus“
  - 353. Seeaufklärungsstaffel – Lockheed P-3B Orion
  - 354. Transportstaffel „Pegasus“ – Alenia C-27J Spartan
  - 355. Transportstaffel „Hephestus“ – Lockheed C-130H/B Hercules
  - 356. Transportstaffel „Hercules“ – Bombardier CL-215
  - 358. Such- und Rettungsstaffel „Phaethon“ – Bell 205, Bell 212 (zwei Eurocopter AS 332C1 Super Puma bestellt, Zulauf Ende 2012)
  - 384. Such- und Rettungsstaffel „Puma“ – Eurocopter AS332 Super Puma

- 113. Einsatzgeschwader, in Thessaloniki-Mikra

Canadair-Löschflugzeuge im Einsatz

- - 383. Luftlöschstaffel «Proteus» – Canadair CL-215, Canadair CL-415

Ausbildungsverbände
- 120. Ausbildungsgeschwader, in Kalamata
  - 361. Ausbildungsstaffel
  - 362. Ausbildungsstaffel
  - 363. Ausbildungsstaffel
  - 364. Ausbildungsstaffel
  - Schule für Überlebenstraining

- 123. Technisches Ausbildungsgeschwader
  - Luftabwehrausbildungszentrum
  - 128. Ausbildungsstaffel
- 124. Ausbildungsgeschwader, in Dekelia
  - 1. Ausbildungsstaffel
  - 2. Ausbildungsstaffel
  - 3. Ausbildungsstaffel

## Ausrüstung
Stand: Ende 2023

### Luftfahrzeuge
| Luftfahrzeuge                    | Foto           | Herkunft           | Verwendung                        | Version              | Aktiv          | Bestellt                                                      | Anmerkungen |
| Kampfflugzeuge                   | Kampfflugzeuge | Kampfflugzeuge     | Kampfflugzeuge                    | Kampfflugzeuge       | Kampfflugzeuge | Kampfflugzeuge                                                | Kampfflugzeuge |
| -------------------------------- | -------------- | ------------------ | --------------------------------- | -------------------- | -------------- | ------------------------------------------------------------- | --- |
| F-16 Fighting Falcon             |                | Vereinigte Staaten | Mehrzweckkampfflugzeug            | F-16C                | 115            |                                                               | Versionen: Block 30, Block 50, Block 52+ und Block 52M 84 Maschinen erhalten ein Upgrade auf die Version Block 72 Viper.                                                                               |
| F-35 Lightning II                |                | Vereinigte Staaten | Tarnkappen-Mehrzweckkampfflugzeug | F-35A                |                | 20 (Beschaffung für 2028 mit Option für 20 weitere Flugzeuge) | Version: TR-3, Block4 |
| Dassault Mirage 2000             |                | Frankreich         | Mehrzweckkampfflugzeug            | 2000EGM-32000-5 Mk.2 | 524            |                                                               | |
| Dassault Rafale                  |                | Frankreich         | Mehrzweckkampfflugzeug            | C F3-RF1F2           | 24             |                                                               | |
| McDonnell-Douglas F-4 Phantom II |                | Vereinigte Staaten | Mehrzweckkampfflugzeug            | F-4E AUP             | 32             |                                                               | |
| Transportflugzeuge               |                |                    |                                   |                      |                |                                                               | |
| Alenia C-27J                     |                | Italien            | Transportflugzeug                 | Spartan              | 8              |                                                               | Die weiteren Flugzeuge werden mit Luftbetankungsanlagen ausgerüstet. |
| Lockheed C-130 Hercules          |                | Vereinigte Staaten | Militärischer Transporter         | C-130H               | 4              |                                                               | Avionics Upgrade (AUP) durch SPAR Aerospace und HAI |
| Beechcraft King Air              | MC-12 Liberty  | Vereinigte Staaten | VIP-Transport                     | King Air 350         | 2              |                                                               | 0 |
| Spezialmissionen                 |                |                    |                                   |                      |                |                                                               | |
| Embraer ERJ 145                  |                | Brasilien          | AWACS                             | ERJ 145H             | 4              |                                                               | |
| Lockheed C-130 Hercules          |                | Vereinigte Staaten | Elektronische Kampfführung        | C-130H               | 2              |                                                               | |
| Lockheed P-3 Orion               |                | Vereinigte Staaten | Seefernaufklärer                  | P-3B                 | 1              |                                                               | |
| Schulflugzeuge                   |                |                    |                                   |                      |                |                                                               | |
| F-16 Fighting Falcon             |                | Vereinigte Staaten | Trainer                           | F-16D                | 39             |                                                               | |
| Beechcraft T-6 Texan II          |                | Vereinigte Staaten | Trainer                           | T-6A                 | 45             |                                                               | Schulflugzeug für die Piloten-Grundausbildung |
| Rockwell T-2 Buckeye             |                | Vereinigte Staaten | Trainer                           | T-2CT-2E             | 535            |                                                               | Schulflugzeug für die Piloten-Aufbauausbildung |
| Alenia Aermacchi M-346           |                | Italien Israel     | Trainer                           |                      | 3              | 7 weitere bestellt                                            | |
| Hubschrauber                     |                |                    |                                   |                      |                |                                                               | |
| AgustaWestland AW109             |                | Italien            | Mehrzweckhubschrauber             |                      | 2              |                                                               | |
| Bell 205                         |                | Italien            | SAR-Hubschrauber                  | AB-205               | 12             |                                                               | in Lizenz gefertigt von Agusta |
| Eurocopter Super Puma            |                | Italien            | CSAR- & SAR-Helikopter            | AS 332C1             | 12             |                                                               | Zwei mit MEDEVAC-Konfiguration, die ersten vier wurden vom Handelsmarineministerium bestellt. |
| Sikorsky UH-60 Black Hawk        |                | Vereinigte Staaten | Mehrzweckhubschrauber             | UH-60M               |                | 35 (Kaufbestätigung vom US-amerikanischen Außenministerium.)  | Die UH-60M ist eine Weiterentwicklung der UH-60L mit neuen Rotorblättern, T-700-GE-701D-Triebwerken, haltbarerem Getriebe, moderner Avionik mit Glascockpit und einem Leitwerk aus Verbundwerkstoffen. |
| Löschflugzeuge                   |                |                    |                                   |                      |                |                                                               | |
| Canadair CL-215                  |                | Kanada             | Löschflugzeug                     |                      | 13             |                                                               | |
| Canadair CL-415                  |                | Kanada             | Löschflugzeug                     | 415GR415MP           | 71             |                                                               | CL-415MP hat SAR-Fähigkeiten. |
| PZL M18 Dromader                 |                | Polen              | Löschflugzeug                     | M-18M-18BS           | 23             |                                                               | |
| Drohnen                          |                |                    |                                   |                      |                |                                                               | |
| HAI Pegasus                      |                | Griechenland       | Aufklärung                        | E1-79 Pegasus II     | ?              |                                                               | [ 14 ] |
| IAI Eitan                        |                | Israel             | MALE                              |                      | 2              |                                                               | geleast |

### Flugkörper
Luft-Luft-Raketen:
- AIM-9 L/P Sidewinder ()
- AIM-120 B/C AMRAAM ()
- R.550 Magic ()
- IRIS-T ()
- MICA IR/RF ()

Luft-Boden-Raketen:
- AGM-65 A/B/G Maverick ()
- AGM-88 HARM ()

Marschflugkörper:
- Storm Shadow (/)

Seezielflugkörper:
- Exocet ()

Bomben:
- GBU-8 ()
- Paveway II/III ()
- GBU-31 ()
- AGM-154 C JSOW ()

### Flugabwehrwaffen
Flugabwehrraketensysteme:
- 36× MIM-104 Patriot PAC-2 ()
- 12× S-300PMU-1 ()
- 9× Crotale NG/GR ()
- 4× 9K331 Tor-M1 ()
- 20× RIM-7M Sparrow mit Skyguard (/)

Flugabwehrkanonen:
- Rh 202 ()
- >35× Artemis ()
- 24× GDF-005 mit Skyguard ()

## Ausgemusterte Luftfahrzeugtypen

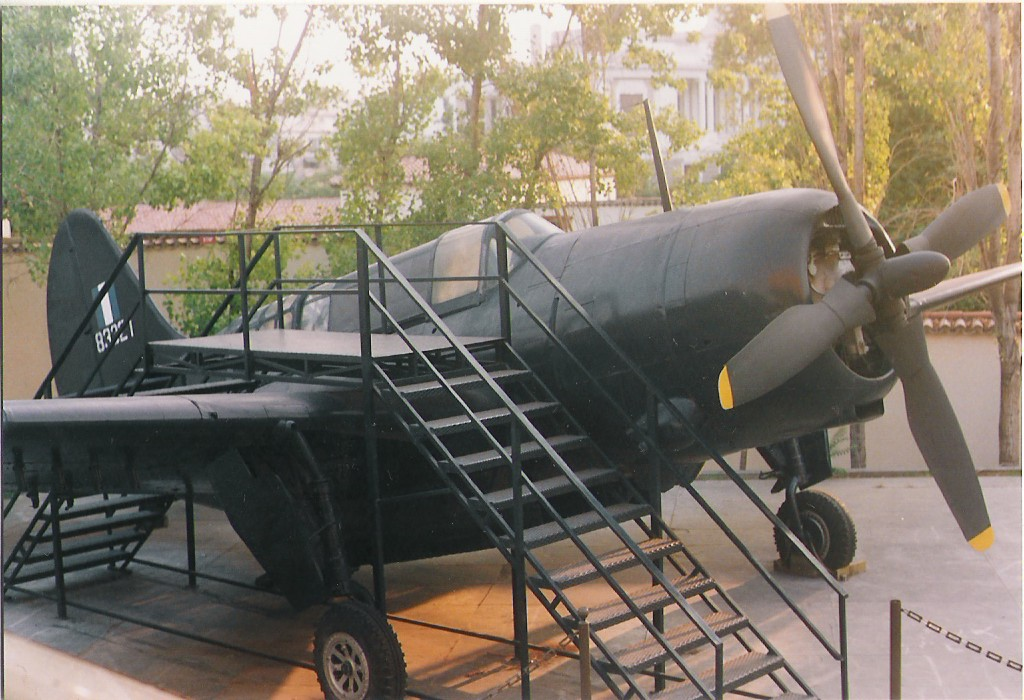
SBC2C der Luftstreitkräfte (1992 am Kriegsmuseum Athen, heute im Museum der Griechischen Luftstreitkräfte)

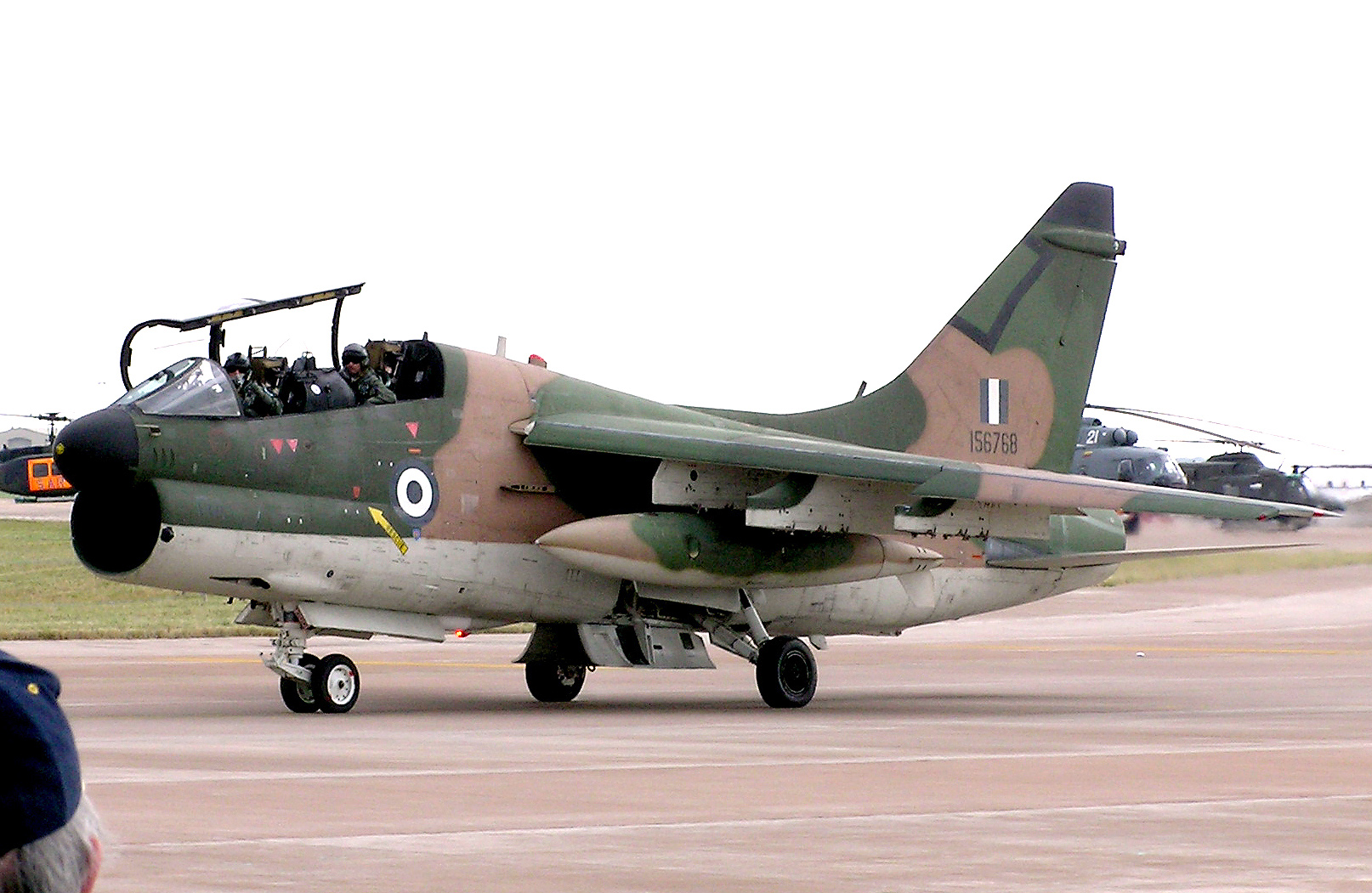
Griechische TA-7C Corsair II

- Agusta A109
- Canadair F-86 Sabre
- Cessna T-37
- Cessna T-41 (172)
- Convair F-102 Delta Dagger
- Curtiss SB2C Helldiver
- Dassault Mirage F1
- Douglas DC-3 (C-47 Skytrain)
- Grumman HU-16 Albatros
- Gulfstream V
- Hawker Hurricane
- Lockheed T-33
- Lockheed F-104 Starfighter
- McDonnell F-4 Phantom II
- NAMC YS-11
- Nord Noratlas
- Northrop F-5 Freedom Fighter
- Republic F-84 Thunderjet
- Republic F-84F Thunderstreak
- Supermarine Spitfire
- Vought A-7 Corsair II[16]

## Zwischenfälle
Diese Liste ist unvollständig und wurde erst begonnen (Oktober 2017).

### Totalverluste von DC-3/C-47
Bei 79 Transportflugzeugen des Typs DC-3 gab es 17 Totalschäden. Während des Einsatzes im Koreakrieg kam es zu vier Totalverlusten von DC-3:
- Am 4. Januar 1951 kam eine Douglas DC-3/C-47D (Luftfahrzeugkennzeichen 49-2617) bei der Landung auf dem Flugplatz Wonju (K-38) ins Rutschen und wurde vom Piloten seitlich von der Landebahn gesteuert, wobei unter anderem das Fahrgestell sowie ein Tragflächenende zerstört wurden. Alle Insassen überlebten, die Maschine musste jedoch abgeschrieben werden.[17]

- Am 26. Mai 1951 wurde eine Douglas DC-3/C-47D (Kennzeichen 49-2612) nahe dem Flughafen Daegu bei niedrigen Wolken in einen Berg geflogen. Alle fünf Insassen starben.[18][19]

- Am 22. Dezember 1952 rollte eine Douglas DC-3/C-47D (Kennzeichen 49-2616) auf dem Flugplatz Suwon (K-13) ohne Freigabe auf die aktive Startbahn und wurde von einer startenden Lockheed F-80 Shooting Star (Kennzeichen 49-0722) gerammt. Die mit voller Waffenladung bestückte F-80 explodierte zusammen mit der DC-3. Alle fünf Besatzungsmitglieder und acht Passagiere (sechs verwundete US-Soldaten und zwei Krankenschwestern) wurden getötet, ebenso wie der Pilot der F-80. Als Ursache wurde ermittelt, dass die griechischen Piloten die englischen Standard-Anweisungen des Towers nicht richtig verstanden hatten. Als Folge erging ein Befehl, dass alle griechischen Piloten gut genug Englisch verstehen müssten, um die Flugsicherungsanweisungen zu verstehen.[20][21]

- Am 26. Dezember 1952 kam es bei einer Douglas DC-3/C-47D (Kennzeichen 49-2632) kurz nach dem Start vom Flugplatz Chinhae (K-10) in 50 m Höhe zum Ausfall des linken Motors. Die linke Tragfläche der Maschine kollidierte mit einer Baumspitze, und das Flugzeug stürzte in die schneebedeckten Hügel 2 km südlich des Flugplatzes. Alle vier Besatzungsmitglieder und zehn Passagiere kamen ums Leben.[20][22]

Darüber hinaus gab es weitere Totalverluste von DC-3:
- Am 10. Juli 1947 wurde eine Douglas DC-3/C-47B (Kennzeichen KJ841) auf dem Behelfsflugplatz Konitsa nahe der albanischen Grenze zerstört.[23]

- Am 31. Mai 1948 wurde eine Douglas DC-3/C-47B (Kennzeichen KN339) bei einer Landung mit eingefahrenem Fahrwerk (Bauchlandung) auf dem Militärflugplatz Thessaloniki-Sedes zerstört. Die Besatzung blieb unverletzt.[23]

- Am 24. Oktober 1948 wurde eine zum Behelfsbomber umgebaute Douglas DC-3/C-47B (43-16264) bei einem Startunfall auf dem Flugplatz Elefsis zerstört. Die Maschine geriet von der Startbahn ab, kollidierte mit der Flugplatzumzäunung und zerbrach. Die Bombenladung explodierte nicht, die Besatzung blieb unverletzt.[24]

- Am 10. Dezember 1948 fiel bei einer Douglas DC-3/C-47B (Kennzeichen 43-48865) während des Abwurfs von Versorgungsgütern bei Goura (Korinthien) ein Triebwerk aus. Bei der folgenden Notlandung wurde das Flugzeug zerstört. Die Besatzung blieb unverletzt.[24]

- Am 6. April 1949 wurden aus einer Douglas DC-3/C-47B (43-49249) im Griechischen Bürgerkrieg bei Theotokos am Berg Grammos während eines heftigen Feuergefechts Versorgungsgüter abgeworfen. Nach dem Abwurf machte der Kommandant noch einen tiefen Überflug, „um die Moral der kämpfenden Soldaten zu heben“. Dabei wurde das Flugzeug von einer Artilleriegranate der eigenen Truppen getroffen und stürzte ab. Alle sieben Insassen starben.[25][26]

- Am 8. Dezember 1954 stürzte eine Douglas DC-3/C-47D (49-2639) auf dem Flugplatz Elefsis (Griechenland) ab und ging in Flammen auf. Auslöser war das Verfangen des Fallschirms im Leitwerk beim Absprung eines Fallschirmjägers, wodurch das Flugzeug unkontrollierbar wurde. Alle 19 Insassen starben, drei Besatzungsmitglieder und sechzehn Fallschirmspringer.[27][28]

- Am 12. Februar 1956 wurde eine Douglas DC-3/C-47B (KJ989) im Gebirgszug Dirfys auf der Insel Euböa in bergiges Gelände geflogen. Bei diesem CFIT (Controlled flight into terrain) wurden alle 17 Insassen getötet.[23]

- Am 12. Januar 1970 kollidierte eine Douglas DC-3/C-47D (49-2624) im rund 50 km nordwestlich von Athen gelegenen Kithairon-Gebirge mit einem Berg. Alle 5 Besatzungsmitglieder sowie 21 der 25 Passagiere kamen um; nach anderen Berichten überlebte niemand den Unfall.[27][29]

- Am 1. September 1970 flog eine Douglas DC-3/C-47B (43-48782) in das Bergmassiv Mitsikeli nahe der albanischen Grenze. Bei diesem CFIT (Controlled flight into terrain) wurden alle 7 Insassen getötet.[30][31]

- Am 5. Juni 1971 kam es mit einer Douglas DC-3/C-47D (49-2614) zu einem Landeunfall auf dem Flughafen Preveza, als einer der Reifen platzte und das Flugzeug von der Landebahn schleuderte. Das ausbrechende Feuer zerstörte das Flugzeug. Alle Insassen überlebten, etliche allerdings verletzt.[32]

- Am 18. September 1973 verunglückte eine Douglas DC-3/C-47D (49-2628) auf Kreta beim Sprüheinsatz und wurde zerstört. Die Besatzung überlebte den Unfall.[32]

- Im Juni 1987 wurde eine Douglas DC-3/C-47B (KK181) bei einem Rollunfall auf dem Militärflugplatz Thessaloniki-Sedes irreparabel beschädigt. Das rechte Hauptfahrwerk war während des Rollens zusammengebrochen, woraufhin die Tragfläche den Boden berührte. Alle Insassen überlebten.[33]

- Am 27. Dezember 1991 wurde eine Douglas DC-3/C-47B (KK171) bei einem Startunfall auf dem Flughafen Dekelia irreparabel beschädigt. Ein Besatzungsmitglied kam ums Leben, die anderen drei sowie beide Passagiere überlebten.[23][34]

### Totalverluste anderer Flugzeugtypen
- Am 22. Juli 1974 kam es während der türkischen Invasion Zyperns im Bereich des Flughafens Nikosia (Zypern) zu mehreren Totalschäden von Noratlas-Transportflugzeugen der griechischen Luftstreitkräfte:
  - Eine Nord Noratlas 2501D der griechischen Luftstreitkräfte (Kennzeichen 52-133) wurde im Anflug auf den Flughafen Nikosia durch schweres Flugabwehrfeuer getroffen und stürzte knapp 4 Kilometer vor der Landebahn ab. Von den 32 Insassen wurden 31 getötet. Es handelte sich um die ehemalige 52+33 der Bundesluftwaffe.[35]
  - Eine weitere Noratlas 2501D (52-139), die ehemalige 52+39 der Luftwaffe, wurde im Anflug auf den Flughafen Nikosia versehentlich durch Flugabwehrfeuer der griechisch-zypriotischen Streitkräfte beschossen und konnte auf dem Flughafen notgelandet werden. Von den 13 Insassen wurden 2 getötet.[36]
  - Zwei weitere Noratlas 2501D (52-143, 53-207) wurde einige Zeit nach der Landung auf dem Flughafen Nikosia von den türkischen Invasionstruppen zerstört. Es waren die ehemaligen 52+43 und 53+07 der Bundesluftwaffe.[37][38]

- Im Jahr 1978 (genaues Datum unbekannt) wurde eine Nord Noratlas 2501D der griechischen Luftstreitkräfte (52-171, ex Luftwaffe 52+71) irreparabel beschädigt. Nähere Einzelheiten sind nicht bekannt.[39]

- Am 5. Februar 1991 wurde eine Lockheed C-130H Hercules der griechischen Luftwaffe (GrAF 748) in das Othrys-Gebirge (Griechenland) geflogen, 24 Kilometer westsüdwestlich des Flughafens Volos-Nea Anchialos. Alle 63 Insassen, 5 Besatzungsmitglieder und 58 Passagiere, wurden bei diesem CFIT (Controlled flight into terrain) getötet.[40]

- Am 20. Dezember 1997 wurde eine Lockheed C-130H Hercules der griechischen Luftwaffe (GrAF 750) in den Berg Pastra (Griechenland) geflogen. Die Maschine war im Anflug auf den Militärflugplatz Tanagra. Bei diesem CFIT (Controlled flight into terrain) wurden alle 5 Besatzungsmitglieder getötet.[41]

- Am 30. Januar 2023 stürzte eine McDonnell Douglas Phantom F-4E II der 338. Jagdstaffel[42] in einer Meeresregion circa 25 Seemeilen südlich des Flughafens von Andravida auf der westlichen Peloponnes ins Meer. Der Absturz passierte während eines Tandem-Trainingsfluges in niedriger Höhe[43]. Bisherigen Ermittlungen zufolge dürfte ein technischer Schaden die Ursache für den Unfall sein. Der 29-jährige Co-Pilot der zweisitzigen Maschine kam dabei ums Leben. Der 31-jährige Pilot gilt als vermisst.[44]